# 바이오하자드: 다크사이드 크로니클즈
《바이오하자드 다크사이드 크로니클즈》(일본어: バイオハザード ダークサイド・クロニクルズ, Resident Evil: The Darkside Chronicles)는 캡콤이 제작한 서바이벌 건슈팅 게임으로, Wii용 게임 소프트웨어이다. 북아메리카 지역에서 2009년 11월 17일 발매하였다. 한국에서는 2009년 11월 26일 발매하였으며, 유럽 지역은 2009년 11월 27일에 위 재퍼 악세서리를 동봉하여 발매하였다.

## 줄거리
게임의 줄거리는 이전 시리즈에서 전개되었던 개인적인 이야기와 여러 가지 비극들을 다시 한번 전개하는 방식이다. 《바이오하자드 2》와 《바이오하자드 코드: 베로니카》의 사건을 재구성하는 것을 줄거리의 주요 초점으로 맞추었으며, 새로운 챕터도 공개될 예정이다. 《바이오하자드 2》 연관 챕터에서는 플레이어가 주인공이었던 레온 S. 케네디와 클레어 레드필드로 게임을 진행하며, 에이다 웡과 셰리 버킨이 서포트 캐릭터로 함께 행동한다. 《코드: 베로니카》 챕터에서는 클레어가 다시 주역이 되어 록포트 섬의 죄수 스티브 번사이드와 행동을 같이 한다. 알버트 웨스커는 과거 장면의 회상을 통해서 등장한다. 클레어의 오빠인 크리스 레드필드 또한 등장할 예정이다.
이 게임에서는 이야기를 다시 전개하는 것 이외에도, 원래 줄거리에 등장하게 될 새로운 챕터와 더불어, 시리즈 줄거리의 또 다른 양면을 경험해볼 수 있다. "Operation Javier"라는 이름의 새로운 챕터는 《바이오하자드 4》 이전의 사건으로, 레온 S. 케네디와 잭 크라우저가 마누엘라라는 이름의 소녀를 구출하기 위해 남아메리카 암파로의 마을로 파견되어 겪는 일들을 다루고 있다.
가와타가 새로운 캐릭터, 버킨과 애시포드 가문의 관계의 등장에 대해서 이미 암시를 하였지만, 그가 CG 영화와 《바이오하자드 5》 간의 관계를 기간 차이로 인해 배제하면서, 이 게임의 개발은 디제네레이션 제작 이전부터 시작하게 되었다.

### 오퍼레이션 하비에
2002년 남미의 어느 장소, 레온 S. 케네디와 그의 파트너 잭 크라우저는 마약왕이었던 하비에 비달고가 엄브렐러의 연구원과 접촉하였다는 정보를 듣고 그를 찾아 나선다. 그러나, 레온과 크라우저가 가까운 마을에 도착하였을 때, 그들은 마을 주민들이 모두 좀비로 변한 것을 발견한다. 일부 좀비에게는 하비에 밑에서 일하는 자들의 신성한 뱀 문신이 새겨져 있다. 죽어가는 자신들의 안내원을 발견한 레온과 크라우저는 안내원으로부터 한 소녀가 마을에 악마를 불러왔다는 말을 듣게 된다. 안내원이 죽자 갑자기 물 속의 괴생물체가 안내원의 시체를 끌고 간다. 우여곡절 끝에 교회에서 한 소녀를 발견한 잭과 크라우저는 안내원을 데려갔던 괴생물체 BOW와 다시 조우하게 되고, 격퇴하는 데 성공한다. 크라우저는 전투가 끝난 후 레온에게 어떻게 BOW와 싸우게 되었는지에 대해 물어본다. 시나리오는 《멸망한 도시의 기억》 이후에 다시 재개되며, 하비에가 마누엘라의 아버지이며, 물 속의 괴생물체가 그녀의 어머니인 것으로 밝혀진다.

### 멸망한 도시의 기억
이 시나리오는 레온과 클레어가 바이오하자드 2에서 G (윌리엄 버킨)와 대면하게 되는 이야기를 중점으로 전개된다. 라쿤 시에 도착한 지 얼마 되지 않은 클레어 레드필드와 레온 S. 케네디는 도시가 오염되어 좀비와 다른 괴물들로 가득하다는 것을 알게 된다. 그들은 이 상황의 해답을 얻기 위해 경찰서로 가게 된다. 그곳에서 쉐리라는 이름의 소녀를 발견한 일행은 그녀를 쫓는다. 도중에는 무언가를 숨기고 있는 에이다 웡이라는 여자를 만나 잠시나마 도움을 받게 된다. 한 여자 연구원을 만나게 된 일행은 그녀가 쉐리의 어머니라는 것과, 쉐리가 G 바이러스에 감염되어있고, G가 그녀를 노린다는 사실을 알게 된다. 쉐리의 어머니는 G에게 죽게 되고 일행에게 백신의 위치를 가르쳐 준다. 일행은 백신을 회수하고 도시를 벗어날 때까지 끈질기게 G에게 추적을 당하나 결국 탈출에 성공하게 된다.

### 망각의 게임
바이오하자드 코드: 베로니카를 각색한 시나리오로, 록포트 섬에 위치한 엄브렐러의 형무소에서 클레어 레드필드와 스티브 번사이드는 미쳐버린 형무소장 알프레드 애시포드와 싸우게 되고, 이윽고 최종에 와서는 베로니카 바이러스로 강해진 그의 누이 알렉시아와도 사투를 벌인다. 그들의 아버지 알렉산더 애시포드는 노스페라투라는 괴물이 되기 이전에 딸의 폭주를 예견하여 대비하여 둔 영상으로 등장한다.

## 게임플레이
다크사이드 크로니클즈는 자동으로 이동하는 일인칭 건슈팅 게임이다. 플레이어의 동료는 2인 플레이를 하지 않아도 게임플레이 동안 화면에서 볼 수 있다. 다른 자동 이동 건슈팅 게임과는 다르게 다크사이드 크로니클즈에서는 위 리모콘의 모션 컨트롤을 이용한 새로운 회피 공격을 할 수 있다. 또한 초보자도 쉽게 게임을 접할 수 있도록 바꾸었다. 예를 들어서, 플레이어가 헤드 샷을 쉽게 할 수 있게 되었으며, 스테이터스 화면을 통해서 직관적으로 무기를 교체할 수 있게 되었다. 플레이어의 기술 레벨에 따라서 난이도 또한 알맞게 조절된다. 또한 온라인 랭킹을 확인할 수도 있으며, 2인 플레이를 할 때 시스템이 각 플레이어의 조준점을 가르쳐주기도 한다.

## 개발
다크사이드 크로니클즈는 자동 이동 건슈팅 게임으로 개발되었는데, 가와타가 앞선 게임에 포함되지 못했던 시나리오를 되풀이하는 데는 이 장르가 최선의 방법임을 고려하였기 때문이다. 이 타이틀에서 그는 공포의 극대화를 위하여 실제로 이동하는 것처럼 느껴지는 실감나는 카메라 시스템을 도입하였다. 긴박한 상황에서의 실제와 같은 카메라 흔들림을 연구하기 위해서, 개발 팀원 중 한 명이 하루 동안 도시로 나가 캠코더로 모션 테스트를 하기도 하였다. 게임의 분위기를 자아내는 데 또 다른 중요한 역할을 하는 것은 향상된 그래픽으로, 캐비어가 모든 자원을 투자한 결과이다. 가와타는 결과에 대해서 매우 만족하며, 차세대 콘솔들에 비해 그래픽 면에서 부족한 것은 HD 디스플레이의 부재뿐이라고 말하였다. 또한 그는 크로니클즈 시리즈의 차기작 게임에 도입될만한 흥미를 끌 수 있는 요소가 많아졌다고 언급하며, 이러한 개발의 결정은 대부분 캐비어의 장래 참여가 많은 영향을 줄 것이라고 언급하였다.

## 사운드트랙
다크사이드 크로니클즈의 음악에는 시리즈마다 음악을 맡아왔던 우치야마 슈사쿠와 미우라 다케시가 그들이 작업했던 원래 게임의 리메이크를 위해서 트랙 작곡과 편곡을 맡았으며, 우치야마가 《바이오하자드 2》, 미우라가 《코드: 베로니카》를 담당하였다. 사운드트랙 일부에는 도쿄 챔버 음악 협회에 소속된 40명 이상의 음악가와 30명의 코러스 가수가 참여하였다. 관현악 편곡은 클래식 음악에 노련한 경험을 갖추고 있는 게임 및 애니메이션 작곡가 히라노 요시히사가 담당하였다.

## 평가
IGN은 다크사이드 크로니클즈에 10점 만점에 8.1점을 주었다. 그래픽과 음악, 게임플레이, 타이틀의 지속성을 호평하였다. 하지만 카메라 이동이 약간 산만한 편이며, 줄거리가 《바이오하자드》 프랜차이즈에 친숙하지 않는 플레이어에게 혼란을 줄 수 있다고 평하였다.
게임스팟은 10점 만점에 6점을 주었으며, "이 라이트건 게임의 공포 요소는 오직 무섭게 흔들거리는 카메라뿐이다."라고 평했다.